# Cattedrali in Nigeria

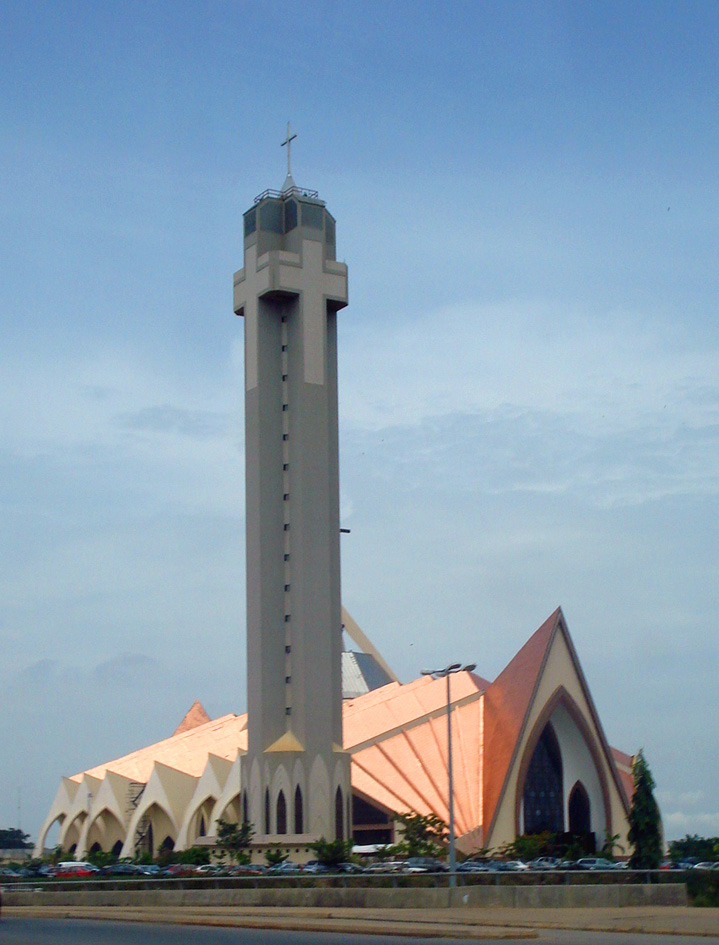
Chiesa Nazionale di Nigeria, Abuja

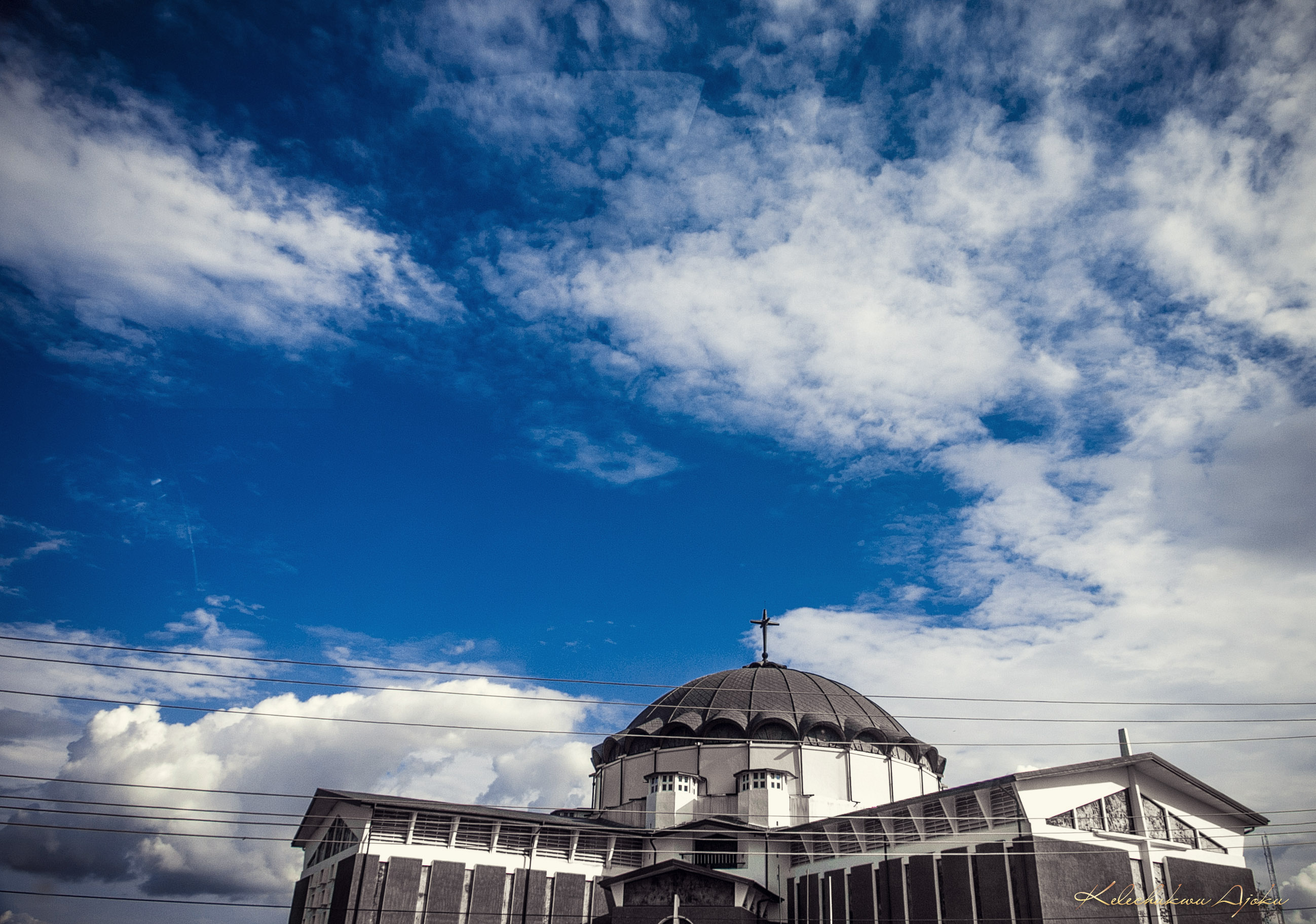
Cattedrale cattolica dell'Assunta, Owerri

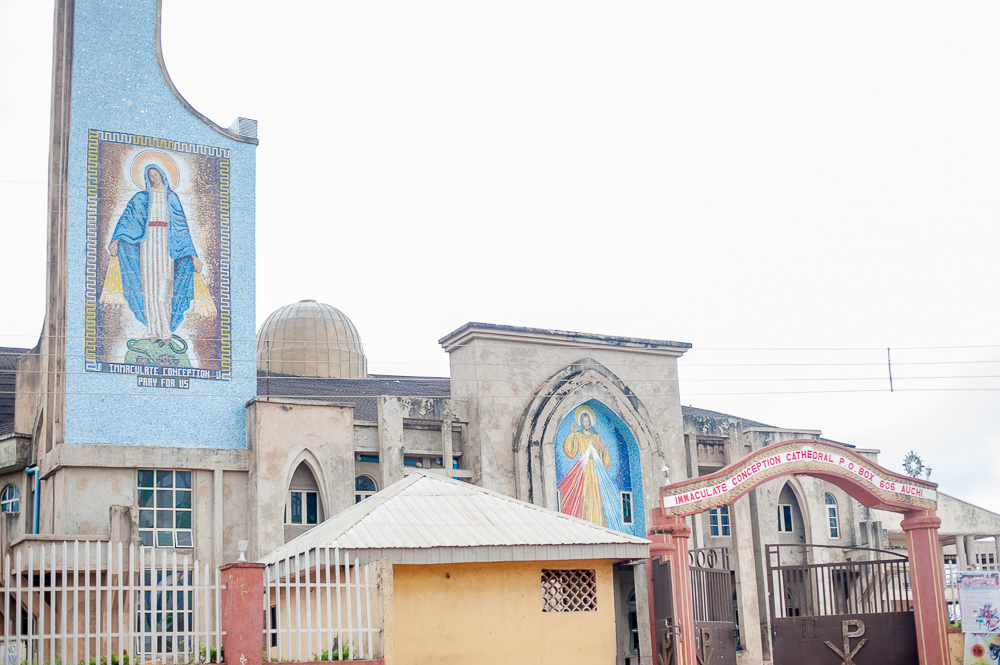
Cattedrale cattolica dell'Immacolata Concezione, Auchi

Questa è una lista delle cattedrali in Nigeria.

## Cattedrali cattoliche
| Cattedrale                                            | Arcidiocesi o Diocesi     | Località      |
| ----------------------------------------------------- | ------------------------- | ------------- |
| Cattedrale di Cristo Re                               | Diocesi di Aba            | Aba           |
| Cattedrale di San Teresa                              | Diocesi di Abakaliki      | Abakaliki     |
| Cattedrale di San Pietro                              | Diocesi di Abeokuta       | Abeokuta      |
| Cattedrale della Mater Ecclesiae                      | Diocesi di Ahiara         | Ahiara        |
| Cattedrale di San Vincenzo                            | Diocesi di Auchi          | Auchi         |
| Cattedrale di San Michele Arcangelo                   | Diocesi di Awgu           | Awgu          |
| Cattedrale di San Patrizio                            | Diocesi di Awka           | Awka          |
| Cattedrale di San Giovanni Evangelista                | Diocesi di Bauchi         | Bauchi        |
| Cattedrale della Santa Croce                          | Arcidiocesi di Benin City | Benin City    |
| Cattedrale della Madonna delle Acque                  | Diocesi di Bomadi         | Bomadi        |
| Cattedrale del Sacro Cuore                            | Arcidiocesi di Calabar    | Calabar       |
| Cattedrale di San Patrizio                            | Diocesi di Ekiti          | Ekiti         |
| Cattedrale di San Giuseppe                            | Diocesi di Ekwulobia      | Ekwulobia     |
| Cattedrale dello Spirito Santo                        | Diocesi di Enugu          | Enugu         |
| Cattedrale di Santa Maria                             | Arcidiocesi di Ibadan     | Ibadan        |
| Cattedrale di San Bonifacio                           | Diocesi di Idah           | Idah          |
| Cattedrale di San Sebastiano                          | Diocesi di Ijebu-Ode      | Ijebu-Ode     |
| Cattedrale di Sant’Anna                               | Diocesi di Ikot Ekpene    | Ikot Ekpene   |
| Cattedrale di San Giuseppe                            | Diocesi di Ilorin         | Ilorin        |
| Cattedrale di San Paolo                               | Diocesi di Issele-Uku     | Issele-Uku    |
| Cattedrale di Sant’Agostino                           | Diocesi di Jalingo        | Jalingo       |
| Cattedrale di Nostra Signora di Fatima                | Arcidiocesi di Jos        | Jos           |
| Cattedrale di San Giuseppe                            | Arcidiocesi di Kaduna     | Kaduna        |
| Cattedrale di San Pietro Claver                       | Diocesi di Kafanchan      | Kafanchan     |
| Cattedrale di Nostra Signora di Fatima                | Diocesi di Kano           | Kano          |
| Cattedrale di San Martino de Porres                   | Diocesi di Katsina        | Katsina       |
| Cattedrale di San Michele                             | Diocesi di Kontagora      | Kontagora     |
| Cattedrale di San Giacomo                             | Diocesi di Lafia          | Lafia         |
| Cattedrale della Santa Croce                          | Arcidiocesi di Lagos      | Lagos         |
| Cattedrale dell’Immacolata Concezione                 | Diocesi di Lokoja         | Lokoja        |
| Cattedrale di San Patrizio                            | Diocesi di Maiduguri      | Maiduguri     |
| Cattedrale di Nostra Signora del Perpetuo Soccorso    | Diocesi di Makurdi        | Makurdi       |
| Cattedrale di San Michele                             | Diocesi di Minna          | Minna         |
| Cattedrale di Nostra Signora Assunta                  | Diocesi di Nnewi          | Nnewi         |
| Cattedrale di Santa Teresa                            | Diocesi di Nsukka         | Nsukka        |
| Cattedrale di San Benedetto                           | Diocesi di Ogoja          | Ogoja         |
| Cattedrale di Santa Maria                             | Diocesi di Okigwe         | Okigwe        |
| Cattedrale del Sacro Cuore                            | Diocesi di Ondo           | Akure         |
| Cattedrale della Santissima Trinità                   | Arcidiocesi di Onitsha    | Onitsha       |
| Cattedrale della Santa Trinità                        | Diocesi di Orlu           | Orlu          |
| Cattedrale di San Benedetto                           | Diocesi di Osogbo         | Osogbo        |
| Cattedrale di San Francesco                           | Diocesi di Otukpo         | Otukpo        |
| Cattedrale dell’Assunta                               | Arcidiocesi di Owerri     | Owerri        |
| Cattedrale della Madonna dell'Assunzione              | Diocesi di Oyo            | Oyo           |
| Cattedrale della Santa Croce                          | Diocesi di Pankshin       | Pankshin      |
| Cattedrale del Corpus Christi                         | Diocesi di Port Harcourt  | Port Harcourt |
| Cattedrale del Sacro Cuore di Gesù                    | Diocesi di Shendam        | Shendam       |
| Cattedrale della Sacra Famiglia                       | Diocesi di Sokoto         | Sokoto        |
| Cattedrale Mater Dei                                  | Diocesi di Umuahia        | Umuahia       |
| Cattedrale di Sant’Antonio di Padova                  | Diocesi di Uromi          | Uromi         |
| Cattedrale di Cristo Re                               | Diocesi di Uyo            | Uyo           |
| Cattedrale del Sacro Cuore                            | Diocesi di Warri          | Warri         |
| Cattedrale di Santa Teresa                            | Diocesi di Yola           | Yola          |
| Cattedrale di Cristo Re                               | Diocesi di Zaria          | Zaria         |
| Pro-Cattedrale di Nostra Signora Regina della Nigeria | Arcidiocesi di Abuja      | Abuja         |
| Pro-Cattedrale di Santa Maria                         | Arcidiocesi di Calabar    | Calabar       |
| Pro-Cattedrale di San Giovanni                        | Diocesi di Ikot Ekpene    | Abak          |

### Chiesa maronita
| Cattedrale                    | Arcidiocesi o Diocesi       | Località |
| ----------------------------- | --------------------------- | -------- |
| Cattedrale dell'Annunciazione | Eparchia dell'Annunciazione | Ibadan   |

## Cattedrali anglicane
| Cattedrale                                         | ArciDiocesi anglicana o Diocesi anglicana | Località       |
| -------------------------------------------------- | ----------------------------------------- | -------------- |
| Cattedrale di San Michele                          | Diocesi anglicana di Aba                  | Aba            |
| Cattedrale di Tutti i Santi                        | Diocesi anglicana di Aba Ngwa Nord        | Aba            |
| Cattedrale di Tutti i Santi                        | Diocesi anglicana di Abakaliki            | Abakaliki      |
| Cattedrale dell'Avvento                            | Diocesi anglicana di Abuja                | Abuja          |
| Cattedrale di Santo Stefano                        | Diocesi anglicana di Akoko                | Ikare Akoko    |
| Cattedrale di San Davide                           | Diocesi anglicana di Akure                | Akure          |
| Cattedrale di Tutti i Santi                        | Diocesi anglicana di Asaba                | Asaba          |
| Cattedrale di San Matteo                           | Diocesi anglicana di Benin                | Benin City     |
| Cattedrale di San Pietro                           | Diocesi anglicana di Egba Ovest           | Abeokuta       |
| Cattedrale di Sant’Andrea                          | Diocesi anglicana di Eha-Amufu            | Eha-Amufu      |
| Cattedrale di Emmanuel                             | Diocesi anglicana di Ekiti                | Ado-Ekiti      |
| Cattedrale del Buon Pastore                        | Diocesi anglicana di Enugu                | Enugu          |
| Cattedrale di Santa Maria                          | Diocesi anglicana di Enugu Nord           | Ngwo-Enugu     |
| Cattedrale di Sant'Andrea                          | Diocesi anglicana di Esan                 | Ekpoma         |
| Cattedrale di San Pietro                           | Diocesi anglicana di Gombe                | Gombe          |
| Cattedrale di San Giacomo il Grande                | Diocesi anglicana di Ibadan               | Ibadan         |
| Cattedrale di San Pietro                           | Diocesi anglicana di Ibadan Nord          | Ibadan         |
| Cattedrale di San Davide                           | Diocesi anglicana di Ibadan Sud           | Ibadan         |
| Cattedrale di San Filippo                          | Diocesi anglicana di Ife                  | Ife            |
| Cattedrale di San Michele                          | Diocesi anglicana di Igbomima             | Oro            |
| Cattedrale di San Silas                            | Diocesi anglicana di Ihiala               | Ihiala         |
| Cattedrale di San Giovanni                         | Diocesi anglicana di Ikka                 | Agbor          |
| Cattedrale di San Pietro                           | Diocesi anglicana di Ikwerre              | Port Harcourt  |
| Cattedrale di San Filippo                          | Diocesi anglicana di Ikwano               | Ahaba-Oloko    |
| Cattedrale di San Pietro                           | Diocesi anglicana di Ile-Oluji            | Ile-Oluji      |
| Cattedrale di San Giovanni                         | Diocesi anglicana di Ilesa                | Ilesa          |
| Cattedrale della Santissima Trinità                | Diocesi anglicana di Ilesa Sud Ovest      | Imo Ilesa      |
| Cattedrale di San Pietro                           | Diocesi anglicana di Isial-Ngwa Sud       | Owerrinta      |
| Cattedrale di San Giorgio                          | Diocesi anglicana di Isial-Ngwa           | Mbawsi         |
| Cattedrale della Santissima Trinità                | Diocesi anglicana di Kano                 | Kano           |
| Cattedrale di San Giovanni                         | Diocesi anglicana di Katsina              | Katsina        |
| Cattedrale di Kwoi                                 | Diocesi anglicana di Kwoi                 | Kwoi           |
| Cattedrale Chiesa di Cristo                        | Diocesi anglicana di Lagos                | Lagos          |
| Cattedrale Memorial Arcivescovo Vining             | Diocesi anglicana di Lagos Ovest          | Ikeja          |
| Cattedrale della Santissima Trinità                | Diocesi anglicana di Lokoja               | Lokoja         |
| Cattedrale di San Paolo                            | Diocesi anglicana di Niger Delta Nord     | Port Harcourt  |
| Cattedrale di San Luca                             | Diocesi anglicana di Niger Delta Ovest    | Yenagoa        |
| Cattedrale di Santo Stefano                        | Diocesi anglicana di Niger Delta          | Yenagoa        |
| Cattedrale di San Davide                           | Diocesi anglicana di Ogbomosho            | Ogbomosho      |
| Cattedrale di San Pietro                           | Diocesi anglicana di Ogori-Magongo        | Ogōri          |
| Cattedrale di San Paolo                            | Diocesi anglicana di Oji River            | Oji River      |
| Cattedrale di San Paolo                            | Diocesi anglicana di Oke-Osun             | Gbongan        |
| Cattedrale di San Barnaba                          | Diocesi anglicana di Okigwe Nord          | Anara          |
| Cattedrale di San Paolo                            | Diocesi anglicana di Okigwe Sud           | Nsu            |
| Cattedrale di San Paolo                            | Diocesi anglicana di Oleh                 | Oleh           |
| Cattedrale di Santo Stefano                        | Diocesi anglicana di Ondo                 | Ondo           |
| Cattedrale di Tutti i Santi                        | Diocesi anglicana di Osun                 | Osogbo         |
| Cattedrale di San Giovanni                         | Diocesi anglicana di Otukpo               | Otukpo         |
| Cattedrale della Trasfigurazione di nostro Signore | Diocesi anglicana di Owerri               | Owerri         |
| Cattedrale di San Paolo                            | Diocesi anglicana di Remo                 | Sagamu         |
| Cattedrale di San Giovanni                         | Diocesi anglicana di Sabongidda-Ora       | Sabongidda-Ora |
| Cattedrale di Santo Stefano                        | Diocesi anglicana di Umuahia              | Umuahia        |
| Cattedrale di Tutti i Santi                        | Diocesi anglicana di Uyo                  | Uyo            |
| Cattedrale di Sant’Andrea                          | Diocesi anglicana di Warri                | Warri          |
| Cattedrale di Christ Church                        | Diocesi anglicana di Yewa                 | Ilaro          |
| Pro-Cattedrale della Santa Fede                    | Diocesi anglicana di Awka                 | Awka           |
| Pro-Cattedrale di Santa Maria                      | Diocesi anglicana di Nnewi                | Uruagu-Nnewi   |